# 秋吉里香
秋吉 里香（あきよし りか、1981年7月9日 - ）は、日本のAV女優、元ストリッパー。

## 略歴・人物
2000年にAVデビュー。
2003年夏頃、ストリップを引退。
レンタル業及び小売業などの業者を対象とした第１回ホームエンターテイメント産業展には清水かおり、深田美穂、宮澤ゆうな、夢野まりあなど多くのAV女優と共に参加し『トゥナイト2』にてインタビューを受けている。

## 主な出演作品

### アダルトビデオ
- らぶ姫（2000年10月28日、シャイ企画）
- 淫らな唇II（2000年11月30日、エヴァ）
- 牝本能（2000年12月22日、シャイ企画）
- Aphrodite（2001年1月26日、シャイ企画）
- 痴女のすべて（2001年1月26日、エヴァ）
- echo（2001年2月23日、シネマジック）
- MESMERIC CAT（2001年2月25日、シェール）
- 目覚めれば情熱（2001年7月20日、VIP)
- 性能（2001年7月27日、VIP）
- シンプルコレクション THE 尺八（2001年10月6日、桃太郎映像）
- Rika（2002年1月1日、MOODYZ）
- CHER BEST SELECTION ⑥（2002年1月25日、シェール）※総集編
- Lucky Girals（2002年4月15日）
- 桃の缶詰（2002年4月17日、桃太郎映像）
- アイドル4時間（2002年5月17日、TMA）※総集編
- 夏祭り ゆかた美人大集合かとり（2002年8月10日、桃太郎映像）
- プレミアアイドル6パック (6)（2002年9月20日、VIP）※総集編
- 桃の缶詰 2（2002年10月18日、桃太郎映像）
- Back! Hip! Fuck!（2002年11月15日、MOODYZ）※総集編
- VIP THE BEST 2002（2002年12月20日、VIP）※総集編
- ムーディーズ女優コレクション (3)（2003年5月1日、MOODYZ）※総集編
- ハメ撮りBEST（2003年6月1日、MOODYZ）※総集編
- AV Queen’s 30人BOX（2004年5月21日、HARLEM）※総集編
- 超くびれ Super Sellection（2004年12月10日、HARLEM）※総集編
- 15人の妹系美少女4時間コレクション 妹マニア（2005年4月22日、ビデオメーカー）※総集編
- 好きですランジェリー RIBON4時間BEST（2005年4月22日、ビデオメーカー）※総集編

### 写真集
- LADY BOMB（2001年10月、エムウェーブ、撮影：竹内彩）ISBN 978-4901219242